# مارك فلموتس
مارك فيلموتس (Marc Wilmots) هو لاعب كرة قدم، وسياسي بلجيكي. درب المنتخب البلجيكي لكرة القدم بين عامي 2012-2016.

## مسيرته الرياضية
شارك مع المنتخب في أربع دورات لكأس العالم لكرة كان في دكة اللاعبين البدلاء عام 1990، ولعب في دورة 1994 ولم يسجل، لكنه سجل هدفين في دورة 1998 (من أصل ثلاثة سجلها منتخبه)، وثلاثة أهداف عام 2002. وهو ماجعله هداف بلاده في كأس العالم برصيد خمسة أهداف.
لعب في بطولة أمم أوروبا عام 2000 التي استضافتها بلاده.

## مسيرته السياسية
بعد اعتزاله اللعب مؤقتاً، دخل غمار السياسة مترشحاً لمجلس الشيوخ البلجيكي عن حزب الحركة الإصلاحية (Mouvement Réformateur) في الانتخابات الفيدرالية عام 2003، لكنه استقال عام 2005.

## تدريب المنتخب
تولى تدريب منتخب بلاده في 15 مايو 2012، بصفة مؤقتة إلى ثُبت بعقد امتد حتى يونيو 2014.
نجح في إيصال بلاده لكأس العالم 2014 في 11 أكتوبر 2013. وهذه أول مرة يتأهل فيها المنتخب بعد عام 2002 (البطولة التي كان يعلب فيها).
استقال من تدريب المنتخب بعد هزيمته 3-1 على يد منتخب ويلز في الدور ربع النهائي في لبطولة أمم أوروبا 2016.[بحاجة لمصدر]

## روابط خارجية
- هذه المقالة غير مرتبط بويكي بيانات